# Kurt Ravn
Kurt Ravn (* 29. Dezember 1947 in Kolding) ist ein dänischer Schauspieler und Sänger.

## Leben
Kurt Ravn besuchte bis 1973 die Staatliche Theaterschule in Kopenhagen und ist seither als Schauspieler und Sänger tätig. Als Filmschauspieler wirkte er unter anderem in mehreren Filmen der Olsenbande-Reihe mit sowie auch in den Fernsehserien Die Leute von Korsbaek, Anna Pihl – Auf Streife in Kopenhagen oder Kommissarin Lund. Unter seinen bislang mehr als 100 Film-und-Fernsehrollen ragen die Publikumserfolge um „Der verlorene Schatz der Tempelritter“ heraus. Zudem wirkt Ravn in Dänemark auch als Synchronsprecher, hauptsächlich in Animationsfilmen und Zeichentrickfilmen.

## Privates
Kurt Ravn ist seit 1992 in zweiter Ehe verheiratet und hat keine Kinder.
Im Dezember 2004 war Kurt Ravn in Phuket, Thailand im Urlaub und überlebte die Tsunami-Katastrophe mit einem Armbruch und einigen anderen leichten Verletzungen.

## Filmografie (Auswahl)
- 1978: Winterkinder (Vinterbørn)
- 1978–1981: Die Leute von Korsbaek (Fernsehserie, 20 Folgen)
- 1979: Johnny Larsen
- 1980: Ein Haus in der Provinz (Fernsehserie)
- 1981: Die Olsenbande fliegt über die Planke (Olsen-bandens flugt over plankeværket)
- 1982: Olsenbandens aller siste kupp (norwegische Olsenbande-Neuverfilmung)
- 1984: Twist and Shout – Rock'n'Roll und erste Liebe
- 1988: Station 13 (Fernsehserie)
- 1992: Snooky – Mein allerbester Freund
- 1994: Hospital der Geister (Fernsehserie)
- 1995: Landsbyen (Fernsehserie)
- 1997: Bryggeren (Fernsehserie)
- 1998: Der (wirklich) allerletzte Streich der Olsenbande (Olsen-bandens sidste stik, dänische Stimme zu Kjeld Jensen)
- 1999–2000: Olsen-bandens første kup (Fernsehserie)
- 2002: Unit One – Die Spezialisten (Rejseholdet)
- 2004: King’s Game (Kongekabale)
- 2004: Oh Happy Day
- 2005: Fluerne på væggen
- 2006: Anna Pihl – Auf Streife in Kopenhagen (Fernsehserie)
- 2006: Der verlorene Schatz der Tempelritter (Tempelriddernes skat)
- 2006: Der Traum (Drømmen)
- 2007: Der verlorene Schatz der Tempelritter 2 (Tempelriddernes skat II)
- 2008: Der verlorene Schatz der Tempelritter 3 – Das Geheimnis der Schlangenkrone (Tempelriddernes skat III)
- 2009: Kommissarin Lund – Das Verbrechen II
- 2010: Die Olsenbande in feiner Gesellschaft (Olsen-banden på de bonede gulve, Animationsfilm, dänische Stimme zu Kjeld Jensen)
- 2013: Die Olsenbande auf hoher See (Olsen Banden på dybt van, Animationsfilm, dänische Stimme zu Kjeld Jensen)
- 2014: Der Junge mit den Goldhosen (Pojken med guldbyxorna)
- 2016: Follow the Money (Fernsehserie)
- 2016: Großstadtrevier (Fernsehserie, 1 Folge)
- 2017: Tinkas Weihnachtsabenteuer (Tinkas juleeventyr, Fernsehserie)
- 2018: Happy Ending – 70 ist das neue 70 (Happy Ending)
- 2021: Zurück ans Meer (Fernsehfilm)